# Etologia umana
L'etologia umana è una branca della scienza moderna, in particolare dell'antropologia, che “ruba” il nome al termine coniato da Konrad Lorenz ed universalmente utilizzato per indicare lo studio del comportamento animale. Questa specializzazione scientifica studia le basi biologiche e culturali del comportamento umano, come recita il titolo di un noto testo del settore.

## Storia

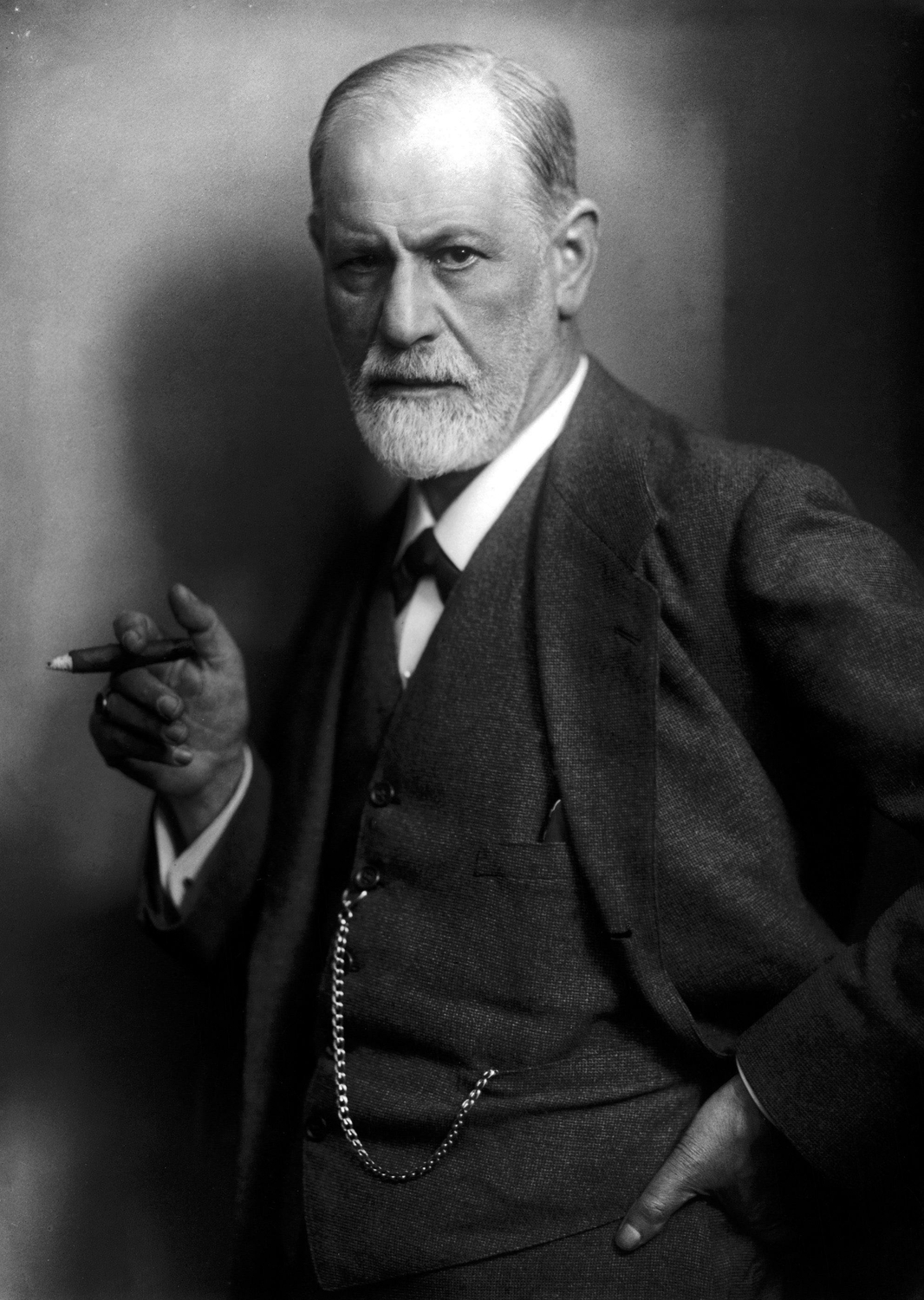
Sigmund Freud

La disciplina fa riferimento non soltanto a fattori di origine sociale, come la sociologia, o a fattori di tipo cognitivo e psicologico, come invece la psicologia, ma anche a fattori biologici e fisiologici, e nasce precedentemente alla sua definizione ufficiale. Prima di pubblicare uno studio sul comportamento animale, Charles Darwin menziona molteplici parallelismi tra il comportamento umano e quello di altri mammiferi, facendo notare un comune denominatore nel tracciato comportamentale di base.
Il positivismo ottocentesco prima e il neopositivismo dopo hanno influenzato il pensiero in chiave evoluzionista e naturalista, basti considerare  il determinismo. L'altra chiave di lettura possibile è la posizione espressa da Sigmund Freud, che vede l'uomo molto più complesso di un animale e, quindi, non confrontabile nei suoi processi mentali profondi. Egli infatti evita le basi biologiche ed evolutive, dando maggiore peso alle interazioni culturali fra individui e derivandone, come pratica medica terapeuticamente connessa, la psicoanalisi.
Su queste stesse basi Konrad Lorenz, il padre dell'etologia, dimostra l'esistenza di comportamenti sociali complessi in molti animali, cosa fino a quell'epoca impensabile, postulando, nel celebre saggio L'anello di Re Salomone, una sorta di adattamento del pensiero di Thomas Hobbes (il "Leviatano") in chiave evoluzionistica. Lo stato di natura (il comportamento umano in chiave etologica) crea contrasti con il suo vivere sociale (culturale e non naturale).
L'uomo contemporaneo, ridotto com'è "ad una dimensione" (Herbert Marcuse), non può che trarre giovamento dall'esplorazione del mondo misterioso di un suo vecchio compagno, il cane, che è l'unico tra i mammiferi che abbia imparato "a vivere realmente con noi e non semplicemente accanto a noi" (Irenäus Eibl-Eibesfeldt).
A partire dagli anni sessanta, l'etologia ha invaso quindi anche il campo della psicologia umana, impegnandosi nella comprensione e spiegazione del comportamento umano, spesso interpretato in chiave evolutiva o in analogia con quelli adottati da specie imparentate, come faranno più tardi anche le correnti della sociobiologia e della psicologia evoluzionistica.
L'etologia umana parte dal presupposto che il DNA sia un ricettacolo filogenetico di ciò che sono stati e di come si sono comportati i nostri ascendenti, modellando il carattere dei comportamenti della discendenza. Tali fattori sono ovviamente cambiati nel passaggio da una specie ad un'altra più evoluta, ma resta un tracciato comune (una sorta di memoria primordiale) delle cause per le quali sono avvenute le modificazioni strutturali e, quindi, comportamentali. Queste “mutazioni” che riguardano i comportamenti della specie, e poi individuali, influenzano (e costituiscono al tempo stesso) la cultura umana; la socialità o l'antisocialità, la mitezza o l'aggressività, ecc. Queste informazioni genetiche sono il frutto sia dell'evoluzione biologica che di quella culturale.

## Situazione odierna
L'etologia umana analizza il complesso comportamento culturale, scomponendolo in sub-unità più semplici, paragonabili al comportamento delle altre specie. Si analizza, così, quel che l'uomo fa ogni giorno, magari nel suo habitat metropolitano. La considerazione che il nostro comportamento abbia radici antiche, e che in alcuni aspetti non sia mutato nei millenni fu ipotizzata dallo stesso Lorenz, ma venne in seguito messa in ombra da altre tendenze nel campo della psicologia e della psichiatria. Solo recentemente le basi fisiologiche e psicologiche sono state di nuovo viste come un'unica entità. L'etologia umana è in sostanza vista oggi come lo studio dell'uomo, dal punto di vista dei rapporti sociali, che affronta temi come gli impulsi, la “normalità” e le sue deviazioni, e la stessa moralità.
È come una sorta di traduzione di normali impulsi di cooperatività sociale. Una frangia etologica e antropologica molto meno estremista della sociobiologia, nella quale si annoverano come esponenti e divulgatori, nomi del calibro di Desmond Morris (Lo zoo umano, L'animale uomo, L'animale donna, L'occhio nudo, La scimmia nuda), Richard Dawkins (Il gene egoista, L'arcobaleno della vita) e Jared Diamond (Il terzo scimpanzé, Armi acciaio e malattie) e, in ultimo, Irenäus Eibl-Eibesfeldt (Etologia umana. Le basi biologiche e culturali del comportamento, Dall'animale all'uomo. Le invarianti nell'evoluzione delle specie, I fondamenti dell'etologia. Il comportamento degli animali e dell'uomo).
I campi di indagine tipici degli autori che si sono interessati dell'etologia umana sono oggi ripresi anche da discipline più recenti come la sociobiologia e la psicologia evoluzionista.